# Azerbajdzsán az 1998. évi téli olimpiai játékokon
Azerbajdzsán a japán Naganóban megrendezett 1998. évi téli olimpiai játékok egyik részt vevő nemzete volt. Az országot az olimpián 1 sportágban 4 sportoló képviselte, akik érmet nem szereztek. Azerbajdzsán önállóan először vett részt a téli olimpiai játékokon.

## Műkorcsolya
| Versenyző                          | Versenyszám  | Rövid program     | Rövid program | Rövid program | Kűr               | Kűr   | Kűr         | Összesítés         | Összesítés |
| Versenyző                          | Versenyszám  | Több. hely. száma | Hely.         | Hely. pont.   | Több. hely. száma | Hely. | Hely. pont. | Helyezési pontszám | Helyezés   |
| ---------------------------------- | ------------ | ----------------- | ------------- | ------------- | ----------------- | ----- | ----------- | ------------------ | ---------- |
| Igor Pashkevitch                   | Férfi egyéni | 5×13+             | 13.           | 6,5           | 5×14+             | 15.   | 15,0        | 21,5               | 16.        |
| Julia Vorobieva                    | Női egyéni   | 5×19+             | 18.           | 9,0           | 5×15+             | 16.   | 16,0        | 25,0               | 16.        |
| Inga Rodionova Aleksandr Anichenko | Páros        | 5×18+             | 19.           | 9,5           | 9×18+             | 18.   | 18,0        | 27,5               | 18.        |